# Orophea uniflora
Orophea uniflora Hook. f. & Thomson – gatunek rośliny z rodziny flaszowcowatych (Annonaceae Juss.). Występuje  naturalnie w Indiach – w stanach Karnataka, Kerala oraz Tamilnadu. 

## Morfologia
PokrójZimozielone drzewo lub krzew.
LiścieMają kształt od podłużnie eliptycznego do lancetowatego. Mierzą 4–8 cm długości oraz 2–3,5 cm szerokości. Są prawie skórzaste. Nasada liścia jest ostrokątna. Blaszka liściowa jest o spiczastym wierzchołku. Ogonek liściowy jest nagi i dorasta do 3–4 mm długości.
KwiatySą pojedyncze, rozwijają się w kątach pędów. Działki kielicha mają prawie okrągły kształt, są owłosione i dorastają do 1 mm długości. Płatki mają kształt od owalnego do prawie okrągłego i osiągają do 5–7 mm długości. Kwiaty mają 6 owocolistków o podłużnym kształcie i długości 1 mm.
OwocePojedyncze mają kulisty kształt, zebrane w owoc zbiorowy. Mają ciemnobrązową barwę.

## Biologia i ekologia
Rośnie w wiecznie zielonych lasach. Kwitnie od sierpnia do października, natomiast owoce dojrzewają od stycznia do lutego.